# Tobołowo (jezioro)
Tobołowo – jezioro rynnowe w gminie Nowinka, w powiecie augustowskim, w woj. podlaskim.
Jezioro położone jest na Równinie Augustowskiej. 

## Dane morfometryczne
- Wysokość n.p.m.: 129,4 m[2]
- Powierzchnia: 51,4 ha[2]
- Objętość: 2107,4 tys. m³[2]
- Głębokość maksymalna: 9,4 m[2]
- Głębokość średnia: 4,1 m[2]
- Wymiary: 1,99x0,4 km[3]
- Długość linii brzegowej: 5,92 km[3]
- Rozwinięcie linii brzegowej: 2,33[3]
- Wskaźnik odsłonięcia: 12,5[3]